# Berenguer de Tolosa
Berenguer I, conegut com a Berenguer de Tolosa, dit el Savi, (790 a Girona - 835) fou comte de Tolosa (816-835), comte de Pallars i Ribagorça (816-833), comte de Rosselló i Empúries (832-834) i comte de Barcelona, Girona i Besalú (832-835).
Fill d'Unroch de Friül i Engeltruda de París, neta del comte Guillem I de Tolosa i neboda de Bernat d Septimània, Berenguer era germà d'Eberard de Friül i oncle de l'Emperador Berenguer. La seva dinastia, iniciada pel seu pare, es coneix amb el nom dels Unròquides o Hunroquides.
Berenguer era comte i duc de Tolosa i conseller de Pipí I d'Aquitània des del 816, havent succeït a Bigó mort el 28 d'octubre del 816. El 831, quan Pipí va decidir rebel·lar-se contra l'Emperador Lluís el Pietós, Berenguer li va aconsellar no fer-ho. Però Pipí no li va fer cas i va escoltar en canvi a Bernat de Septimània que l'animava a rebel·lar-se. Berenguer, lleial a l'Emperador, va entrar als dominis de Bernat, apoderant-se dels comtats de Rosselló (amb el Vallespir), de Rasès i de Conflent.
El 2 de febrer del 832 Berenguer ja era a Elna on va tenir un placitum en el que va fer restituir a Babilas del monestir de Nostra Senyora d'Arles al Vallespir, les terres que se li havien usurpat; en aquesta assemblea s'esmenta al seu col·laborador Adefons com a vescomte. Finalment, a l'octubre del mateix any, successives victòries de les forces imperials, obligaren a Pipí i a Bernat a comparèixer davant l'Emperador. Pipí fou desposseït del seu regne i enviat presoner a Trèveris, essent concedits els seus territoris a Carles II el Calb. Bernat fou acusat d'infidelitat i destituït de totes les seves possessions a la Septimània i la Gòtia que foren entregades a Berenguer (dieta de Joac, octubre del 832).
El 833, Galí I Asnar, comte d'Urgell i Cerdanya va usurpar els comtats de Pallars i de Ribagorça del domini de Berenguer.
El 834, Pipí I es va reconciliar amb l'Emperador i va derrotar el seu germà Lotari I en la defensa de la ciutat de Chalons-sur-Saone. Bernat, que havia lluitat al costat de Pipí, va reclamar els seus antics títols com a recompensa. L'Emperador volia complaure'l però Berenguer, que sempre havia estat fidel a l'Emperador i que també havia lluitat al costat dels vencedors, ostentava els comtats legítimament.
El juny del 835, l'Emperador va convocar a Berenguer i a Bernat a una assemblea a Crémieu, prop de Lió, on es prendria una decisió sobre la distribució de terres a la Septimània i a la Gòtia. Però, durant el viatge, Berenguer va morir inesperadament i els seus comtats van ser per a Bernat.